# Stazione di Chieuti-Serracapriola
La stazione di Chieuti-Serracapriola è la stazione ferroviaria che serve i comuni pugliesi di Chieuti e Serracapriola. Situata al km 456+728 della Ferrovia Adriatica, è la prima stazione ferroviaria situata in Puglia, nella provincia di Foggia, dopo il confine con la regione Molise, segnato dal torrente Saccione.
La stazione è in superficie, ha tre binari ed è servita esclusivamente da treni regionali che hanno le stazioni di Termoli e di Foggia come capolinea.